# Гусятинське джерело
Гуся́тинське джерело́ — гідрологічна пам'ятка природи місцевого значення в Україні. Розташована на території Чортківського району Тернопільської області, в селищі Гусятин, у заплаві річки Збруч. 
Площа — 0,01 га. Статус отриманий у 1971 році.